# Copa de Portugal 1968-69
La copa de Portugal 1968-69 fue la vigésima novena edición de la copa de Portugal, torneo nacional organizado por la Federación Portuguesa de Fútbol (FPF). En esta edición participaron 95 clubes clubes de primera, segunda y tercera división.
La final se jugó el 22 de junio de 1969 entre el Académica de Coimbra y	Benfica. El campeón del certamen fue el Benfica después de haber ganado 2-1 con goles Simões Goal y Eusébio, en el estadioNacional, Lisboa.

## Equipos
Todos los equipos:

### Clubes de primera división
| - Académica de Coimbra - Atlético de Portugal - Belenenses - Benfica - Braga | - CUF Barreiro - Leixoes - Porto - Sanjoanense - Sporting Lisbona | - Uniao de Tomar - Varzim - Vitória Guimarães - Vitória Setúbal |

### Clubes de segunda división
| - Académico Viseu - Alhandra - Almada - Barreirense - Beira-Mar - Boavista - Covilha | - Espinho - Famalicao - Gouveia - Leca - Leoes - Lusitano - Luso | - Montijo - Oriental Lisboa - Penafiel - Peniche - Portimonense - Salgueiros - Seixal | - Sesimbra - Sintrense - Tirsense - Torreense - Torres Novas - Tramagal - Valecambrense |

### Clubes de tercera división
| - Aljustrelense - Braganca - Casa Pia - Celoricense - Chaves - Cova Piedade - Desportivo Aves - Desportivo Beja - Desportivo Castelo - Estrela Portalegre - Fafe - Farense | - Faro e Benfica - Feirense - Ferroviaria Entroncamento - Gil Vicente - O Grandolense - Guarda - Juventude de Evora - Lourosa - Lusitano FC - Lusitano VRSA - Marialvas - Marinhense | - Mirandela - Mortagua - Naval - Nazarenos - Odivelas - Olhanense - Oliveirense - Os Pinhelenses - Riopele - Rio Ave - Sacavenense - Sao Pedro Cova | - 1o de Maio Sarilhense - Sporting Lamego - Uniao de Coimbra - Uniao de Lamas - Uniao Alges - Uniao Almeirim - Uniao Leiria - Uniao Montemor - Vasco da Gama Sines - Vianense - Vila Real - Vizela |

### Otros participantes
- Uniao Madeira
- Lusitania
- Aviacao
- Uniao Bissau
- Ferroviario Marques

## Rondas eliminatorias

### Primera ronda
| Equipo 1              | Resultado | Equipo 2           | Ref    |
| --------------------- | --------- | ------------------ | ------ |
| Alhandra              | 2 – 2     | Odivelas           | [ 3 ]  |
| Barreirense           | 4 – 0     | Oliveirense        | [ 4 ]  |
| Beira-Mar             | 3 – 2     | União de Coimbra   | [ 5 ]  |
| Celoricense           | 1 – 0     | Mortágua           | [ 6 ]  |
| Desportivo das Aves   | 2 – 2     | Torres Novas       | [ 7 ]  |
| Desportivo de Beja    | 2 – 2     | Gil Vicente        | [ 8 ]  |
| Estrela de Portalegre | 0 – 0     | Almada             | [ 9 ]  |
| Fafe                  | 2 – 0     | Oriental           | [ 10 ] |
| Famalicão             | 2 – 1     | Académico de Viseu | [ 11 ] |
| Farense               | 2 – 1     | Salgueiros         | [ 12 ] |
| Feirense              | 1 – 0     | São Pedro da Cova  | [ 13 ] |
| Ferroviários          | 3 – 1     | União de Montemor  | [ 14 ] |
| Guarda                | 1 – 0     | Seixal             | [ 15 ] |
| Juventude de Évora    | 3 – 1     | Casa Pia           | [ 16 ] |
| Leões Santarém        | 1 – 0     | Marialvas          | [ 17 ] |
| Lusitano de Évora     | 5 – 0     | Faro e Benfica     | [ 18 ] |
| Marinhense            | 1 – 0     | Gouveia            | [ 19 ] |
| Montijo               | 1 – 0     | Cova da Piedade    | [ 20 ] |
| Naval                 | 0 – 0     | Bragança           | [ 21 ] |

| Equipo 1            | Resultado | Equipo 2                     | Ref    |
| ------------------- | --------- | ---------------------------- | ------ |
| Nazarenos           | 5 – 0     | Aljustrelense                | [ 22 ] |
| O Grandolense       | 1 – 0     | Sporting de Lamego           | [ 23 ] |
| Olhanense           | 2 – 0     | Sporting de Espinho          | [ 24 ] |
| Penafiel            | 1 – 1     | Leça                         | [ 25 ] |
| Peniche             | 3 – 1     | Lusitano VRSA                | [ 26 ] |
| Portimonense        | 1 – 0     | Sesimbra                     | [ 27 ] |
| Sacavenense         | 1 – 0     | Chaves                       | [ 28 ] |
| Sintrense           | 2 – 0     | Torreense                    | [ 29 ] |
| Sporting da Covilhã | 6 – 0     | Pinhelenses                  | [ 30 ] |
| Tirsense            | 1 – 1     | Riopele                      | [ 31 ] |
| Tramagal            | 5 – 0     | Desportivo de Castelo Branco | [ 32 ] |
| União de Algés      | 3 – 3     | Sarilhense                   | [ 33 ] |
| União de Almeirim   | 2 – 0     | Lusitano FCV                 | [ 34 ] |
| União de Lamas      | 2 – 0     | Luso                         | [ 35 ] |
| União de Leiria     | 5 – 1     | Lusitânia Lourosa            | [ 36 ] |
| Vasco da Gama Sines | 4 – 0     | Rio Ave                      | [ 37 ] |
| Vianense            | 2 – 1     | Boavista                     | [ 38 ] |
| Vila Real           | 4 – 0     | Mirandela                    | [ 39 ] |
| Vizela              | 2 – 0     | Valecambrense                | [ 40 ] |

### Desempates
| Equipo 1              | Resultado | Equipo 2     | Ref    |
| --------------------- | --------- | ------------ | ------ |
| Alhandra              | 2 – 1     | Odivelas     | [ 41 ] |
| Desportivo das Aves   | 3 – 0     | Torres Novas | [ 42 ] |
| Desportivo de Beja    | 2 – 1     | Gil Vicente  | [ 43 ] |
| Estrela de Portalegre | 2 – 1     | Almada       | [ 44 ] |

| Equipo 1       | Resultado | Equipo 2   | Ref    |
| -------------- | --------- | ---------- | ------ |
| Naval          | 4 – 1     | Bragança   | [ 45 ] |
| Penafiel       | 1 – 0     | Leça       | [ 46 ] |
| Riopele        | 1 – 4     | Tirsense   | [ 47 ] |
| União de Algés | 2 – 1     | Sarilhense | [ 48 ] |

### Segunda ronda
| Equipo 1            | Resultado | Equipo 2              | Ref    |
| ------------------- | --------- | --------------------- | ------ |
| Barreirense         | 3 – 0     | Alhandra              | [ 49 ] |
| Beira-Mar           | 2 – 0     | Sporting da Covilhã   | [ 50 ] |
| Celoricense         | 1 – 2     | Vizela                | [ 51 ] |
| Desportivo das Aves | 2 – 0     | Vianense              | [ 52 ] |
| Desportivo de Beja  | 4 – 2     | União de Algés        | [ 53 ] |
| Fafe                | 0 – 0     | União de Lamas        | [ 54 ] |
| Famalicão           | 3 – 1     | Vasco da Gama Sines   | [ 55 ] |
| Farense             | 2 – 0     | Ferroviários          | [ 56 ] |
| Feirense            | 2 – 0     | Estrela de Portalegre | [ 57 ] |
| Guarda              | 0 – 3     | Tirsense              | [ 58 ] |

| Equipo 1          | Resultado | Equipo 2           | Ref    |
| ----------------- | --------- | ------------------ | ------ |
| Lusitano de Évora | 1 – 0     | Nazarenos          | [ 59 ] |
| Montijo           | 2 – 1     | Sintrense          | [ 60 ] |
| Olhanense         | 3 – 0     | Juventude de Évora | [ 61 ] |
| Portimonense      | 0 – 2     | O Grandolense      | [ 62 ] |
| Sacavenense       | 2 – 0     | Marinhense         | [ 63 ] |
| Tramagal          | 2 – 0     | Naval              | [ 64 ] |
| União de Almeirim | 2 – 1     | Leões Santarém     | [ 65 ] |
| União de Leiria   | 3 – 0     | Penafiel           | [ 66 ] |
| Vila Real         | 0 – 1     | Peniche            | [ 67 ] |

### Desempates
| Equipo 1       | Resultado | Equipo 2 | Ref    |
| -------------- | --------- | -------- | ------ |
| União de Lamas | 4 – 0     | Fafe     | [ 68 ] |

### Tercera ronda
| Equipo 1              | Resultado | Equipo 2           | Ref    |
| --------------------- | --------- | ------------------ | ------ |
| Alhandra              | 2 – 2     | União de Algés     | [ 69 ] |
| Estrela de Portalegre | 2 – 0     | Guarda             | [ 70 ] |
| Fafe                  | 2 – 1     | Naval              | [ 71 ] |
| Ferroviários          | 2 – 0     | Juventude de Évora | [ 72 ] |
| Marinhense            | 3 – 0     | Portimonense       | [ 73 ] |

| Equipo 1            | Resultado | Equipo 2       | Ref    |
| ------------------- | --------- | -------------- | ------ |
| Nazarenos           | 4 – 1     | Vila Real      | [ 74 ] |
| Penafiel            | 0 – 0     | Leões Santarém | [ 75 ] |
| Vasco da Gama Sines | 1 – 2     | Sintrense      | [ 76 ] |
| Vianense            | 5 – 0     | Celoricense    | [ 77 ] |

### Desempates
| Equipo 1 | Resultado | Equipo 2       | Ref    |
| -------- | --------- | -------------- | ------ |
| Alhandra | 3 – 0     | União de Algés | [ 78 ] |
| Penafiel | 0 – 1     | Leões Santarém | [ 79 ] |

### Cuarta ronda
| Equipo 1              | Resultado | Equipo 2          | Ref    |
| --------------------- | --------- | ----------------- | ------ |
| Académica de Coimbra  | 2 – 0     | Farense           | [ 80 ] |
| Atlético CP           | 3 – 1     | Braga             | [ 81 ] |
| Beira-Mar             | 2 – 4     | Varzim            | [ 82 ] |
| Belenenses            | 1 – 0     | Sacavenense       | [ 83 ] |
| Benfica               | 8 – 0     | União de Almeirim | [ 84 ] |
| Desportivo das Aves   | 0 – 2     | Sporting CP       | [ 85 ] |
| Desportivo de Beja    | 1 – 0     | Vianense          | [ 86 ] |
| Estrela de Portalegre | 0 – 2     | Leões Santarém    | [ 87 ] |
| Feirense              | 0 – 2     | Sanjoanense       | [ 88 ] |
| Ferroviários          | 0 – 1     | Vizela            | [ 89 ] |
| Leixões               | 6 – 1     | Alhandra          | [ 90 ] |

| Equipo 1        | Resultado | Equipo 2             | Ref     |
| --------------- | --------- | -------------------- | ------- |
| Montijo         | 1 – 4     | Vitória de Setúbal   | [ 91 ]  |
| Nazarenos       | 2 – 0     | Lusitano de Évora    | [ 92 ]  |
| Olhanense       | 1 – 0     | Tramagal             | [ 93 ]  |
| Peniche         | 1 – 1     | Vitória de Guimarães | [ 94 ]  |
| Porto           | 3 – 0     | Fafe                 | [ 95 ]  |
| Sintrense       | 1 – 2     | Famalicão            | [ 96 ]  |
| Tirsense        | 2 – 1     | Marinhense           | [ 97 ]  |
| União de Lamas  | 0 – 1     | Fabril Barreiro      | [ 98 ]  |
| União de Leiria | 0 – 1     | Barreirense          | [ 99 ]  |
| União de Tomar  | 3 – 0     | O Grandolense        | [ 100 ] |

### Desempates
| Equipo 1             | Resultado | Equipo 2 | Ref     |
| -------------------- | --------- | -------- | ------- |
| Vitória de Guimarães | 4 – 0     | Peniche  | [ 101 ] |

### Quinta ronda
| Equipo 1           | Resultado | Equipo 2       | Ref     |
| ------------------ | --------- | -------------- | ------- |
| Barreirense        | 3 – 2     | Atlético CP    | [ 102 ] |
| Benfica            | 3 – 0     | Porto          | [ 103 ] |
| Desportivo de Beja | 0 – 4     | União de Tomar | [ 104 ] |
| Fabril Barreiro    | 4 – 2     | Nazarenos      | [ 105 ] |
| Leixões            | 1 – 0     | Olhanense      | [ 106 ] |

| Equipo 1           | Resultado | Equipo 2             | Ref     |
| ------------------ | --------- | -------------------- | ------- |
| Leões Santarém     | 1 – 6     | Académica de Coimbra | [ 107 ] |
| Tirsense           | 2 – 0     | Sanjoanense          | [ 108 ] |
| Varzim             | 3 – 0     | Famalicão            | [ 109 ] |
| Vitória de Setúbal | 2 – 3     | Belenenses           | [ 110 ] |
| Vizela             | 1 – 5     | Vitória de Guimarães | [ 111 ] |

### Sexta ronda
| Equipo 1              | Agr.   | Equipo 2                     | Ida   | Vuelta |
| --------------------- | ------ | ---------------------------- | ----- | ------ |
| Académica de Coimbra  | 5 – 1  | Ferroviário Lourenço Marques | 4 – 1 | 1 – 0  |
| Atlético Luanda       | 2 – 7  | Benfica                      | 0 – 4 | 2 – 3  |
| Fabril Barreiro       | 10 – 0 | União da Madeira             | 7 – 0 | 3 – 0  |
| Leixões               | 1 – 2  | Barreirense                  | 1 – 0 | 0 – 2  |
| Lusitânia             | 0 – 9  | Belenenses                   | 0 – 5 | 0 – 4  |
| Sporting CP           | 17 – 1 | União de Bissau              | 5 – 1 | 12 – 0 |
| Tirsense              | 1 – 2  | União de Tomar               | 1 – 2 | 0 – 0  |
| Varzim                | 4 – 6  | Vitória de Guimarães         | 2 – 3 | 2 – 3  |
| Estadísticas finales. |        |                              |       |        |

### Cuartos de final
| Equipo 1              | Agr.  | Equipo 2             | Ida   | Vuelta |
| --------------------- | ----- | -------------------- | ----- | ------ |
| Belenenses            | 2 – 3 | Benfica              | 0 – 1 | 2 – 2  |
| Fabril Barreiro       | 3 – 2 | Barreirense          | 3 – 0 | 0 – 2  |
| Sporting CP           | 3 – 0 | União de Tomar       | 2 – 0 | 1 – 0  |
| Vitória de Guimarães  | 2 – 6 | Académica de Coimbra | 2 – 1 | 0 – 5  |
| Estadísticas finales. |       |                      |       |        |

### Semifinal
| Equipo 1              | Agr.  | Equipo 2             | Ida   | Vuelta |
| --------------------- | ----- | -------------------- | ----- | ------ |
| Benfica               | 7 – 3 | Fabril Barreiro      | 5 – 1 | 2 – 2  |
| Sporting CP           | 1 – 3 | Académica de Coimbra | 1 – 2 | 0 – 1  |
| Estadísticas finales. |       |                      |       |        |

### Final
| Académica de Coimbra  | 1 – 2 | Benfica |
| Estadísticas finales. |       |         |